# OB성

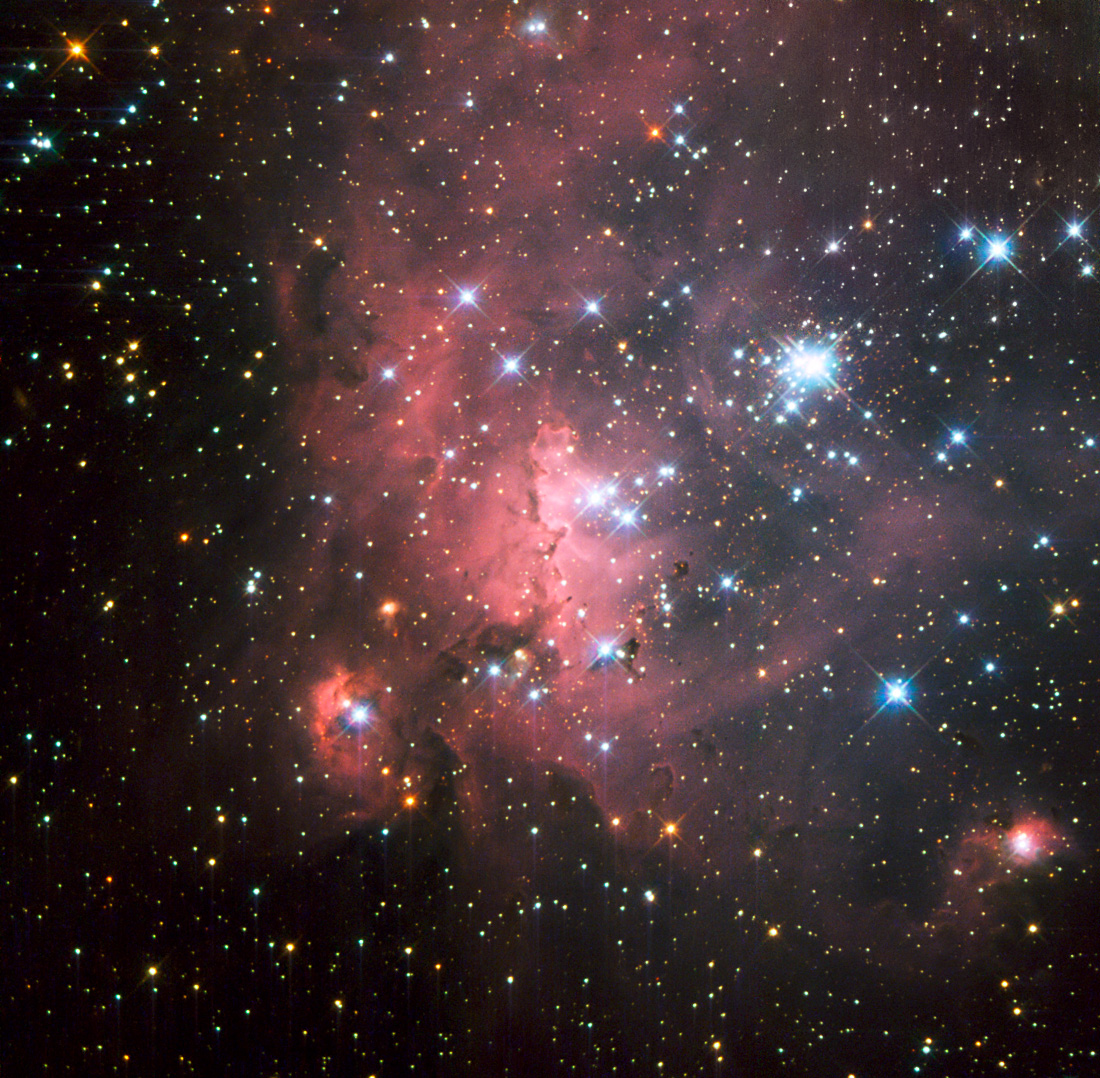
대마젤란은하의 OB성협.

OB성(OB star)이란 분광형 O형 별과 B형 별을 통틀어 이르는 것이다. 이 별들은 매우 뜨겁고 질량이 크다는 공통점이 있으며, OB성협이라는 집단을 이룬다. OB성은 수명이 짧으며, 태어난 장소에서 멀리 이동하지 않는다. OB성들은 방대한 양의 자외선을 내뿜으며, 이 자외선은 주위 거대분자운의 성간매질을 전리시켜 전리수소영역이나 스트룀그렌구를 형성한다.

## 같이 보기
- O형 주계열성
- B형 주계열성
- 항성운동학

## 참고 자료
- B. Cameron Reed (2003). “Catalog Of Galactic OB Stars”. The Astronomical Journal 125 (5): 2531–2533. Bibcode:2003AJ....125.2531R. doi:10.1086/374771.